# Methuen
Methuen és una població dels Estats Units a l'estat de Massachusetts. Segons el cens del 2007 tenia 43.979 habitants.

## Demografia
Segons el cens del 2000, Methuen tenia 43.789 habitants, 16.532 habitatges, i 11.539 famílies. La densitat de població era de 754,8 habitants/km².
Dels 16.532 habitatges en un 33,1% hi vivien nens de menys de 18 anys, en un 53,3% hi vivien parelles casades, en un 12,2% dones solteres, i en un 30,2% no eren unitats familiars. En el 25,3% dels habitatges hi vivien persones soles l'11,6% de les quals corresponia a persones de 65 anys o més que vivien soles. El nombre mitjà de persones vivint en cada habitatge era de 2,62 i el nombre mitjà de persones que vivien en cada família era de 3,17.
Per edats la població es repartia de la següent manera: un 24,7% tenia menys de 18 anys, un 7,3% entre 18 i 24, un 31% entre 25 i 44, un 21,6% de 45 a 60 i un 15,3% 65 anys o més.
L'edat mediana era de 38 anys. Per cada 100 dones de 18 o més anys hi havia 87 homes.
La renda mediana per habitatge era de 49.627 $ i la renda mediana per família de 59.831$. Els homes tenien una renda mediana de 41.693 $ mentre que les dones 31.864$. La renda per capita de la població era de 22.305$. Entorn del 5,8% de les famílies i el 7,4% de la població estaven per davall del llindar de pobresa.

## Poblacions més properes
El següent diagrama mostra les poblacions més properes.

## Fills il·lustres
- Elias James Corey (1928 -) químic, Premi Nobel de Química de l'any 1990.